# Rakovecké stráně a údolí bledulí
Rakovecké stráně a údolí bledulí jsou přírodní rezervace ve správních územích obcí Bukovinka v okrese Blansko a Račice-Pístovice a Ruprechtov v okrese Vyškov. Předmětem ochrany je geomorfologicky významné území s přírodě blízkými listnatými lesy, druhově bohatými loukami a výskytem řady chráněných a ohrožených druhů rostlin i živočichů, včetně rozsáhlého naleziště bledule jarní.

## Historie
Rakovecké údolí je z geologického hlediska příkopová propadlina vzniklá poklesem podél zlomů ve svrchním miocénu, jejíž tvar byl modelován v pleistocénu periglaciálními procesy. Již od sedmdesátých let 20. století bylo území součástí přírodního parku Rakovecké údolí a v roce 2009 bylo zařazeno jako evropsky významná lokalita. Samotná PR Rakovecké stráně a údolí bledulí byla vyhlášena 21. května 2012 nařízením Jihomoravského kraje, 3. února 2025 došlo k rozšíření chráněného území a jeho znovuvyhlášení.

## Flóra a fauna
Území rezervace je floristicky velmi bohaté a zahrnuje pestrou mozaiku květnatých bučin, dubohabřin a luk. Mezi významné chráněné druhy zde patří bledule jarní (Leucojum vernum), lilie zlatohlavá (Lilium martagon), prstnatec májový (Dactylorhiza majalis) a medovník meduňkolistý (Melittis melissophyllum). Z dalších zajímavých druhů lze jmenovat například vemeník dvoulistý (Platanthera bifolia) nebo okrotici dlouholistou (Cephalanthera longifolia). Zachování lučních společenstev je podmíněno pravidelným obhospodařováním.
Mykologický průzkum odhalil značnou druhovou diverzitu makromycetů. Mezi chráněné nebo významné druhy nalezené na lokalitě patří ucháč obrovský (Gyromitra gigas), hřib příživný (Suillellus mendax), korálovec bukový (Hericium coralloides) či kržatka zimní (Tubaria hiemalis). Významné jsou i výskyty druhů vázaných na odumřelé dřevo, jako je například bělochoroš našedlý (Oligoporus tephroleuca). Pro zachování mykobioty je důležité ponechávání tlející dřeva.
Entomologický průzkum potvrdil přítomnost širokého spektra brouků různých čeledí, včetně druhů vázaných na lesní i luční biotopy. Z významných druhů byl zaznamenán střevlík kožitý Carabus coriaceus nebo tesařík Alosterna tabacicolor vázaný na květnaté lesní okraje. Dále byly nalezeny druhy jako Cassida bergeali či Actenicerus sjaelandicus. Na tomto území byl potvrzen i výskyt řady významných druhů měkkýšů, například vřetenovky hladké (Cochlodina laminata). Z obratlovců zde pravidelně hnízdí lejsek malý (Ficedula parva) a výr velký (Bubo bubo).